# Карпати, Ференц
Ференц Карпати (венг. Kárpáti Ferenc; 16 октября 1926, Путнок, Венгрия — 27 сентября 2013, Будапешт, Венгрия) — венгерский государственный деятель, министр обороны Венгерской Народной Республики (1985—1990), генерал-полковник.

## Биография
Родился в многодетной рабочей семье. В 1945 г. вступил в Венгерский демократический союз молодежи.
С 1948 г. — в Вооруженных силах, окончил трехмесячные офицерские курсы, в 1953 г. — Военно-политическую академию.
- 1953—1955 гг. — заместитель командира бригады по политической подготовке,
- 1955 г. — слушатель Военно-политической академии им. Ленина в Москве,
- 1956—1957 гг. — в аппарате министерства обороны,
- 1957—1958 гг. — начальник отдела Военной академии,
- 1958—1970 гг. — секретарь всеармейской партийной организации ВСРП Венгерской народной армии,
- 1970—1985 гг. — начальник политического управления Венгерской народной армии,
- 1985—1990 гг. — министр обороны Венгерской Народной Республики. На этом посту провел ряд реформ: сократил срок службы с 18 до 12 месяцев, осуществил 35-процентное сокращение численности Вооруженных сил, в связи с постоянным уменьшением численности советского контингента на территории страны осуществил перегруппировку войск, начал процесс деполитизации армии, упразднив первичные организации ВСРП. В декабре 1989 г. произошло разделение между министерством обороны, которому назначалось выполнять управленческие функции и военным командованием. Карпати ушел с военной службы, став гражданским министром обороны.

В 1966—1985 гг. — член Центральной контрольной комиссии ВСРП, 1985—1990 гг. — член ЦК ВСРП. В 1970—1990 гг. — депутат Государственного Собрания ВНР.

## Награды
- Орден Октябрьской Революции (15 октября 1986 года, СССР)  — за заслуги в укреплении боевого содружества между Вооружёнными Силами СССР и Венгерской народной армией и в связи с шестидесятилетием со дня рождения[1].